# يان بلاك (سياسي)
يان بلاك (بالإنجليزية: Ian Black)‏ هو سياسي أسترالي، ولد في 31 أغسطس 1943.